# Gofrera

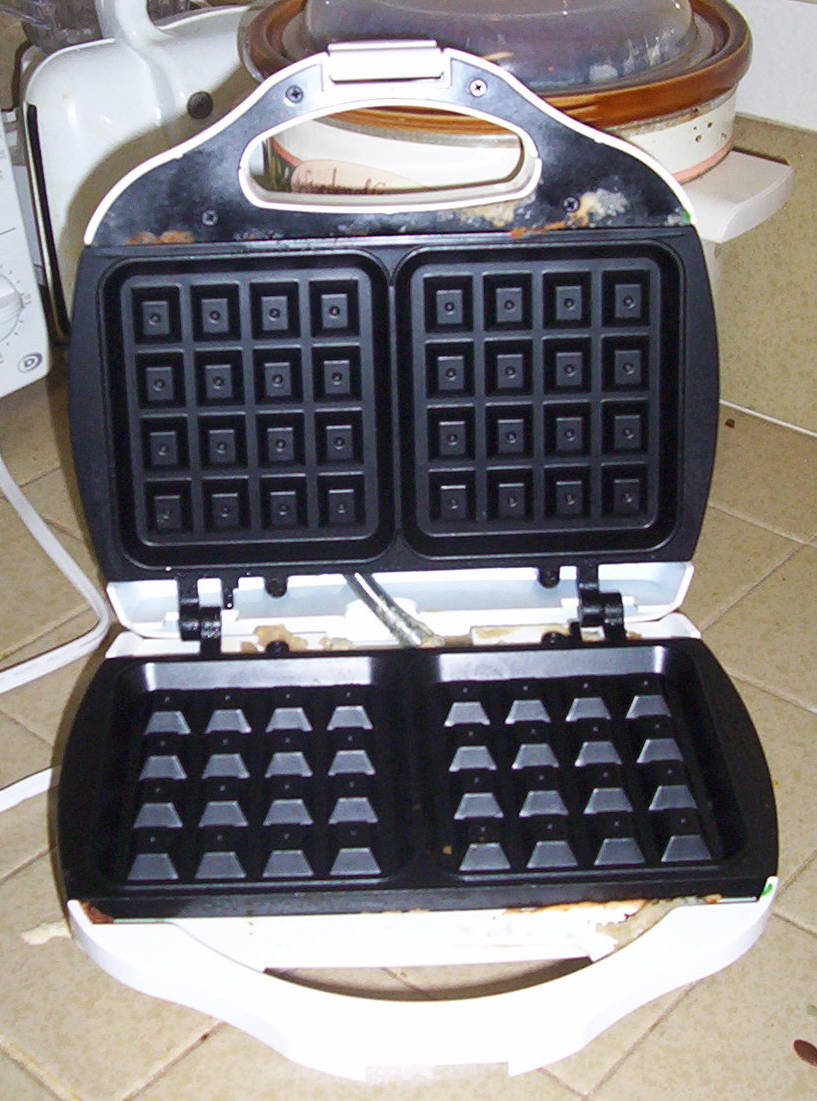
Una gofrera amb forma tradicional

Una gofrera és una màquina especialment creada per a cuinar gofres (també anomenats wafles o waffles). És de metall que s'escalfa i amb una base en forma de reixeta permet donar a les masses la forma tradicional.
Per cuinar el gofre, es col·loca la massa, entre les dues plaques, que la couran i li donaran la seva forma habitual. El metall de la gofrera s'escalfa i les seves dues planxes en forma de graelleta encaixen per donar als gofres llur forma característica.

## Varietats

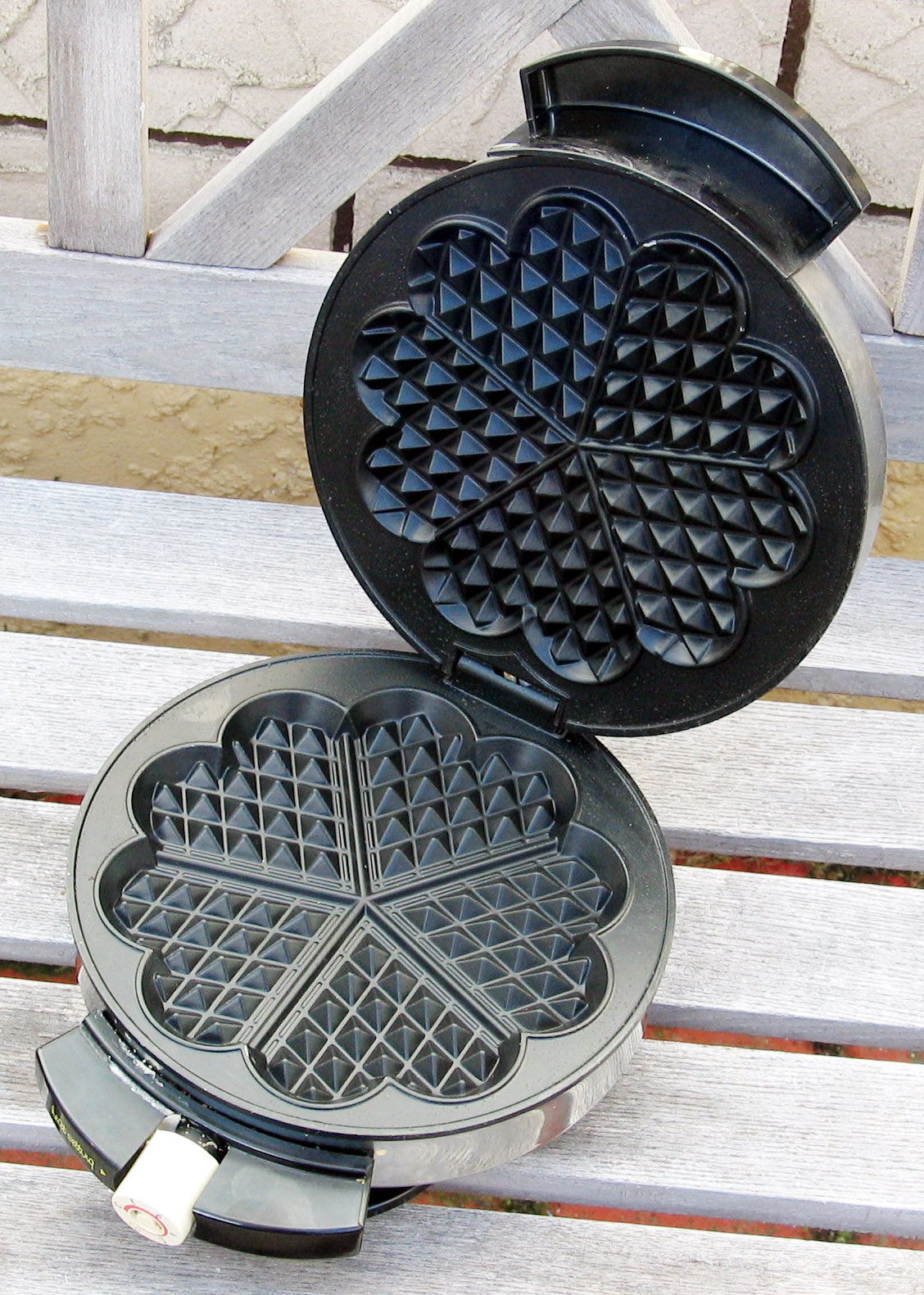
Una gofrera amb forma de flor

Les planxes per a gofres tradicionals són dues plaques amb una frontissa, les plaques tenen mànecs de fusta i se sostenen sobre una flama oberta o es col·loquen en una cuina. La majoria dels models moderns són aparells elèctrics de taula autònoms, escalfats per un element calefactor elèctric controlat per un termòstat intern. Algunes planxes elèctriques tenen plaques removibles. Les gofreres professionals solen estar fetes de ferro colat sense recobriment, mentre que els models domèstics, en particular els d'alumini fos, solen estar recoberts de tefló. Molts tenen una llum que s'apaga quan la planxa arriba a la temperatura establerta.
Les versions modernes ofereixen múltiples opcions. Alguns fan un gofre molt fi, capaç de fer cons de gofre o Pizzelle. Si bé no hi ha un estàndard establert per a les formes o gruixos de gofres, els models que produeixen les formes i gruixos més comuns sovint s'etiqueten com a "tradicionals" o "clàssics". Els models que fan gofres amb butxaques més gruixudes i/o més grans sovint s'etiqueten com a "belgues". Als EE. UU. el determinant més utilitzat per determinar si un gofre és un "gofre belga" o no és el gruix i/o la mida de butxaca, encara que les receptes de gofres belgues i gofres nord-americans difereixen.

## Materials
- Generalment es fabriquen d'acer inoxidable, que transfereix la calor ràpidament.